# Lingua bambam
Bambam (também: Pitu Ulunna Salu) é uma língua austronésia de Celebes Ocidental, Indonésia. É falada nos distritos de Mambi e Tabang da Regência de Mamasa e no distrito de Matangnga de Regência Polewali Mandar.
Junto com Aralle-Tabulahan, Ulumanda', Pannei e Dakka, Bambam pertence às línguas Pitu Ulunna Salu, que formam um sub-ramo dentro das Línguas do Norte de Sulawesi do Sul das Línguas do Sul de Sulawesi.

## Fonologia
| Fechada             | i | u |
| Medial              | e | o |
| Aberta/quase aberta | æ | ɑ |
| 1.                  |   |   |

|                    |           | Labial | Pós-alveolar | Velar | Glotal |     |
| ------------------ | --------- | ------ | ------------ | ----- | ------ | --- |
| Oclusiva/ Africada | voiceless | p      | t            |       | k      | (ʔ) |
| Oclusiva/ Africada | voiced    | b      | d            | d͡ʒ    | g      |     |
| Fricativa          | Fricativa | β      | s            |       |        | h   |
| Nasal              | Nasal     | m      | n            |       | ŋ      |     |
| Lateral            | Lateral   |        | l            |       |        |     |
| 1. 2.              |           |        |              |       |        |     |

## Escrita
Alfabeto latino sem as letras F G R V X Z, mas com as formas Ä Ng

## Amostra de texto
Pai Nosso - Lucas 11: 2-4)
2.	Iya nauam Puang Yesus: “Maka' ma'sambajangkoa', la muuaa': Ambeki, dipa'kasallei sanga masehomu, kela mala Ikom ma'pahenta.
3.	Beengkanni kinande la sihuanna kiande allo-allo.
4.	Anna muampunniangkanni kasalaangki, aka muampunningkam duka' to kasalaam lako kaleki. Anna daa ullappa'kam tama pa'sändäsam.” 
Português
2.	2. E disse-lhes: Quando orardes, dizei: Pai nosso, que estás nos céus, santificado seja o teu nome; venha o teu reino; seja feita a tua vontade, assim na terra como no céu. 
3.	3. O pão nosso de cada dia nos dá hoje. 
4.	4. E perdoa-nos os nossos pecados, pois também nós perdoamos a todo aquele que nos deve. E não nos deixes cair em tentação; mas livra-nos do mal. 
5.	